# Branchiophryxus caulleryi
Branchiophryxus caulleryi is een pissebed uit de familie Dajidae. De wetenschappelijke naam van de soort is voor het eerst geldig gepubliceerd in 1911 door Koehler.